# Баррі Саймон
Баррі Саймон (англ. Barry Simon; нар.16 квітня 1946, Нью-Йорк) — американський фізик-теоретик і математик. Професор Каліфорнійського технологічного інституту. Відомий своїми працями з нерелятивістської квантової механіки (зокрема, оператори Шредінгера, проблема багатьох тіл, напівкласичне наближення), спектральної теорії, функціонального аналізу. Має понад 300 публікацій із фізики та математики.
Сфера наукових інтересів Баррі Саймона — математична фізика й математичний аналіз, їх методи та застосування до фізики, зокрема: квантова теорія поля, статистична механіка, броунівський рух, теорія випадкових матриць, загальна нерелятивістська квантова механіка, нерелятивістська квантова механіка в електромагнітному полі, сингулярний неперервний спектр, випадкові й ергодичні оператори Шредінгера, ортогональні поліноми, несамоспряжена спектральна теорія.

## Біографія
Баррі Саймон народився 16 квітня 1946 року в Нью-Йорку. У 1965 році він став лауреатом математичного конкурсу Вільяма Патнема. У 1966 році закінчив Гарвардський університет, а в 1970 році отримав ступінь доктора філософії в Принстонському університеті. У Прінстоні разом із Елліотом Лібом працював над теорією фазових переходів із застосуванням наближень Томаса — Фермі й Гартрі — Фока. У січні 1971 року Саймон одружився з Мартою Кацін, доктором філософії та викладачкою математики в університеті штату Каліфорнія в Нортриджі. Пізніше Саймон став професором Каліфорнійського технологічного інституту, де працює й сьогодні.

## Праці
- Рид М., Саймон Б. Методы современной математической физики (в 4-х томах). — М. : Мир, 1977—1982. — 1623 с.
- Саймон Б. Модель Р(φ)2 эвклидовой квантовой теории поля. — М. : Мир, 1976. — 360 с.
- Фрёлих Ю., Саймон Б., Спенсер Т. и др. Гиббсовские состояния в статистической физике // Математика. Новое в зарубежной науке. — М. : Мир, 1978. — 256 с.
- Цикон X., Фрезе Р., Кирш В., Саймон Б. Операторы Шрёдингера с приложениями к квантовой механике и глобальной геометрии. — М. : Мир, 1990. — 408 с.
- Simon B. Functional Integration and Quantum Physics. — Academic Press, 1979.
- Simon B. Orthogonal Polynomials on the Unit Circle. — American Mathematical Society, 2004.
- Simon B. Quantum Mechanics for Hamiltonians Defined As Quadratic Forms. — Princeton University Press, 1971.
- Simon B. Representations of Finite and Compact Groups. — American Mathematical Society, 1995.
- Simon B. Szego's Theorem and Its Descendants. — Princeton University Press, 2010.
- Simon B. The Statistical Mechanics of Lattice Gases. — Princeton University Press, 1993.
- Simon B. Trace Ideals and their Applications. — Cambridge University Press, 1979.